# هشام عشماوي
هشام علي عشماوي مسعد إبراهيم (1978- 4 مارس 2020)، هوَ ضابط سابق بالجيش المصري متهم بقيامه بتدبير عددٍ من الهجمات المسلحة على أهداف أمنية مصرية ومؤسسات الدولة بما في ذلك كمين الفرافرة عام 2014 واغتيال النائب العام السابق هشام بركات عام 2015، ومحاولة اغتيال وزير الداخلية الأسبق محمد إبراهيم مصطفى. وفي نوفمبر 2019، قضت محكمة عسكرية مصرية بإعدام عشماوي، في «قضية الفرافرة»، وفي 4 مارس 2020 أعلن المتحدث باسم الجيش المصري تنفيذ حكم الإعدام بحقه.
انضمّ عشماوي إلى الجيش عام 1996 حتّى أصبحَ ضابطًا في وحدة وحدات الصاعقة. معَ بداية العقد الثاني من القرن الحادي والعشرين وحسب تصريحات زوجته فإنّ عشماوي أظهرَ علامات متزايدة على «التطرف» ثمّ تفاقمَ الوضع عقب وفاة والده عام 2010 قبل أن يحال للمعاش في 2011 بناء على سبب طبي وتسليمه كارنيه رائد بالمعاش
احتضنهُ تنظيم القاعدة فانضمّ له ثم انخرطَ عام 2012 معَ أنصار بيت المقدس لكنّه انشق عنها عام 2015؛ بعد إعلانِ ولائها لتنظيم الدولة الإسلامية (داعش)، وبدلاً من ذلك؛ شكّل عشماوي تنظيمهُ الخاص الذي سُمّي بـ «المرابطون» والذي اتخذ من ليبيا مقرًا له وظلّ مُخلصًا للقاعدة.
أصبحَ هشام عشماوي في وقتٍ لاحقٍ واحدًا من «أكثر الإرهابين المطلوبين في مصر» قبل أن يتم القبض عليه في 8 أكتوبر/تشرين الأوّل 2018 على يدِ عناصر من الجيش الوطني الليبي أثناءَ معركة درنة. بحلولِ 28 أيّار/مايو 2019؛ سُلّم عشماوي إلى السلطات المصرية.

## النشأة والتعليم
وُلد عشماوي في عام 1978 بالقاهرة في مصر. والده هوَ علي عشماوي الذي كان يعملُ مُدرِّسًا للغة الفرنسية فيما كانت تعملُ والدته السيّدة غالية علي عبد المجيد في مدرسة. توجدُ القليل من المعلومات حول حياته قبل انضمامه إلى القوات المسلحة المصرية؛ فكان معروفًا في وسط العائلة والأصدقاء بعشقهِ لكرة القدم. في عام 2003؛ تزوّج الملازم عشماوي من نسرين سيد علي وهيَ طالبة سابقة في مدرسة عبد المجيد وأصبحت مساعدة في جامعة عين شمس. حصلَ الثنائي على ولدان وعاشَ الأربعة في مبنى كان قد بناهُ والده في الحي العاشر مدينة نصر.

## المسيرة العسكريّة

### البدايات
دخل هشام الكلية الحربيّة عام 1996 وتخرج منها عام 2000. خدمَ في الجيش المصري حيث كان في البداية قائد مشاة ثمّ صارَ ضابط قوات خاصة في وحدات الصاعقة. تدرّب خلال هذه الفترة على التمويه والاستعداد القتالي في التضاريس الصعبة، قبل أن يُرسل للعمل في شبه جزيرة سيناء والتي ظلّ فيها لمدة 10 سنوات وخلالها تلكَ الفترة حصلت عدّة أحداث على غِرار تفجيرات شرم الشيخ 2005 وَتفجيرات دهب 2006.

### ميوله الدينية والإقالة
بدأت علامات «التشدد الديني» على شخصيّة عشماوي منذ عام 2000 حيثُ دخلَ في نقاشٍ معَ أحد العسكريين بعدما أخطأَ في قراءة بعض الآيات القرآنية خلال إحدى الخُطب. تصرفه هذا إلى جانبِ تصرّفاتٍ أخرى دفعت بالاستخبارات العسكرية إلى وضعهِ تحتَ المراقبة. في ذلك الوقت؛ كان هشام يوزع «كتبًا سلفية» على زملائه العسكريين، بل إنّ أحدهم قال لوكالة رويترز للأنباء «إن عشماوي اعتادّ على إيقاظ زملائه من المجندين عند صلاة الفجر كما شجعهم على عدم قبول الأوامر دون أن يكونوا مقتنعين بها.» في المُقابل؛ قالت نسرين إن زوجها عشماوي قد تغيّر بعد وفاة والده في عام 2010 ووصفت ما جرى «بنقطة التحوّل المهمة»، حيثُ أصبح مكتئبًا وانتقل لجمع وقراءة كلّ أعمال ابن تيمية.
استُجوب عشماوي لأوّل مرة في عام 2006، وهو العام الذي تعرّض فيه صديقٌ مقرب له للتعذيب والقتل داخل زنزانة تابعةٍ للجيش. هذا الحدث أثر في نفسيّة هشام أيضًا حيثُ قام على إثره بقطعِ علاقته مع معظم زملاؤه في الجيش وفي مباحث أمن الدولة. اتُهمَ عشماوي خلال التحقيق بالترويج لأفكار متطرفة والتحريض على مؤسسات الدولة، وتمّت محاكمته في عام 2007 قبل أن يُعيد تكليفه بمنصبٍ إداري في قوات الدفاع الشعبي في الجيش المصري. تجدر الإشارة هنا إلى أنّ التواريخ والظروف الدقيقة التي غادر فيها عشماوي الجيش تبقى متضاربة، لكنّ الشيّ المؤكد أن المحكمة العسكرية قد قرّرت في إحدى جلساتها عام 2011 أنه يجب إقالةُ عشماوي رسميًا من القوات المسلحة. ولكن لم يتم فصله حينها وتقدم هو بطلب الإحالة للمعاش بناء على أسباب طبية وحصل بالفعل على بطاقة تقاعد رائد بالمعاش

## التحاقه بالتنظيمات المُسلحة

### تنظيم القاعدة
ظلّ عشماوي يزورُ بانتظامٍ مسجد الأنوار في حيّ المطرية في القاهرة بين عامي 2010 و2012. خلال إحدى حلقات برنامج صناعة الموت الذي عُرض على قناة العربية؛ تمّ التطرق لقضيّة عشماوي وقيلَ فيها إنّ الاجتماعات بينه وبين «العناصر المتطرفة» صارت متكررة بعد أن ترك الجيش كما اعتنقَ ما يُعرف غربيًا «بالتشدد الإسلامي» كأيديولوجية بعد التحاقهِ بتنظيم القاعدة. تمكّنَ عشماوي من تشكيل خلية متشددة مع أربعة ضباط آخرين بعد إقالته عام 2011 وانضم فِي العام الموالي إلى أنصار بيت المقدس حيثُ صعدَ تدريجيًا في صفوف المجموعة. تتبعت وزارة الداخلية رحلةً كان قد قام بها إلى تركيا في 27 نيسان/أبريل 2013 قبل أن يعبر الحدود متجهًا صوبَ سوريا، وهناك اشتبهت السلطات في أنه قد فعل ذلك للمقاتلة إلى جانب جبهة النصرة.
ظهرَ اسم عشماوي في وسائل الإعلام لأول مرة في سبتمبر 2013 باعتبارهِ أحد المشتبه بهم الرئيسيين في محاولة اغتيال وزير الداخلية محمد إبراهيم مصطفى إلى جانبِ المدعو عماد عبد الحميد والمُفجّر الانتحاري وليد بدر. بعدَ انتشار الخبر؛ داهمت قوات الأمن منزله والصالة الرياضية التي كان يتردد عليها فوجدوا كمية كبيرة من معدات التدريب القتالي في مقر إقامته. أخبرت زوجته النيابة في وقت لاحق أنها لم تسمع منه منذُ محاولة الاغتيال، فقامت السلطات المصرية بربط اسمه بالعديدِ من الخلايا والعمليات المسلحة التي حصلت في العام الموالي بما في ذلك كمين الفرافرة عام 2014، والتي قالت إنه خطّط لها مُسبقًا أثناء وجوده في معسكرات أنصار الشريعة في ليبيا. تقولُ المصادر أنّ عشماوي قد كُلّف بتدريب مجندين من أنصار بيت المقدس عام 2014، وقادَ خلايا المنظمة داخل التُراب المصري. في وقتٍ لاحق أعلنت أنصار بيت المقدس عن ولائها لتنظيم داعش مُشكّلةً بذلك ما عُرف بولاية سيناء. هذا الولاء سبّب لغوًا في داخل صفوف الجماعة فانقسمت إلى قسمين؛ أولٌ صارَ مواليًا لداعش فيما ظل القسمُ الثاني – وهو القسم الذي ضمَ عشماوي – مرتبطًا بالقاعدة.

### تنظيم المرابطون
زادت شهرة عشماوي بعدما ظهرَ اسمه في وسائل الإعلام كمشتبه به رئيسي في اغتيال النائب العام هشام بركات في تمّوز/يوليو 2015. أَعلن هشام في شريط فيديو في نفس الشهر عن تشكيل تنظيمٍ يُدعى المرابطون وأكّد أنه سيكونُ مواليًا وتابعًا للقاعدة بدلاً من داعش. هذا البيان أثار حفيظة قادة تنظيم داعش الذي ردوا عليهِ من خلال بيانٍ وصفوهُ فيهِ «بالمرتد» وأعلنوا عن مكافأة لمن ينجحُ في أسرهِ أو اغتياله. لقد نجحَ تنظيم المرابطون بقيادة المصري هشام عشماوي في فرض نفسه حيثُ تمركزَ في ليبيا وطوّر علاقات وثيقة مع مجلس شورى مجاهدي درنة، وفي فيديو انتشرَ على مواقع التواصل الاجتماعي؛ شجَع عشماوي المسلمين على شنّ «جهادٍ عالمي» وندد بالحكومة المصرية ورئيسها عبد الفتاح السيسي.
لقد اختلفت تكتيكات عشماوي عن تلكَ التي يستخدمها أبو بكر البغدادي زعيم داعش؛ فالأوّل فضّل استخدام السيارات المُفخّخة كما اتبع خطّة تقضي بعدمِ إعلان المسؤولية عن أيّ من هجماته على عكسِ الثاني الذي لجأَ إلى التفجيرات الانتحاريّة في غالبية هجماته فضلًا عن إعلانه مسؤولية خلال كل عمليّة. يميلُ داعش أيضًا إلى التركيز على التوسع الإقليمي بينما يُفضّل عشماوي حرب العصابات. أصدرَ عشماوي بيانًا ثانيًا في آذار/مارس 2016 على شكل تسجيلٍ صوتيّ مصحوبٍ بشرائح صور شملت صورة له بالزي العسكري وبانوراما في القدس تحمل عبارة «يا أقصى نحن قادمون». في تلكَ الرسالة دعا عشماوي العُلَماء ورجال الدين المصريين إلى حشد الشباب المسلم وتشجيعهم على «طرد الغزاة من دار الإسلام وشن الجهاد ضد المجرم السيسي وجنوده وأنصاره.»
أعطى عشماوي نفسه اسمًا مستعارًا وهوَ أبو عمر المهاجِر، كما نسجَ شبكة علاقات معَ جماعات مُتشددة أخرى مثل جند الإسلام وأنصار الإسلام. قام تنظيم المرابطون بتنفيذِ هجومٍ في الواحات البحرية في أكتوبر 2017 والذي تسبّب في مقتلِ ما بين 16 حتى 54 من أفراد الأمن. ردت القاهرة على هذا الهجوم من خلال تنفيذ سلسلة غارات جويّة في الصحراء الغربية بمصر في وقت لاحق ما تسبّب في مقتل مساعد عشماوي المدعو عماد عبد الحميد. حُكم على عشماوي بالإعدام غيابيًا قبل محكمة عسكرية في 27 كانون الأول/ديسمبر 2017 مع عشرة آخرين بسببِ تهم مختلفة تتعلق بالإرهاب وزعزعة أمن واستقرار الدولة. بعدمَا ألقي القبض عليه في العام التالي؛ نسبت إليهِ وسائل الإعلام المصرية 17 هجومًا بما في ذلك اغتيال بركات وتفجير القنصلية الإيطالية عام 2015 وكذا الهجوم على حافلة في المنيا وهجَمات أخرى. وبسببِ سلسلة هجماتهِ هذه فقد كانَ هشام عشماوي أحد أكثر المطلوبين في مصر.

## الاعتقال
في 8 أكتوبر 2018؛ أعلنَ أحمد المسماري الناطق باسم ما يُعرف بالجيش الوطني الليبي – وهوَ الجيش الذي يُقاتِل من أجل حكومة الشرق غير المعترفٍ بها دوليًا – أسرَ عشماوي خلال عملية مفاجئة قامت بها وحدة من لواء 106 في منطقة جبلية في درنة؛ كما أعلنَ عن القبض على مسلحين آخرين بمن فيهم مقربين من عمر سرور مفتي تنظيم المرابطون الذي كان قد قُتل في يونيو/حزيران من نفسِ العام. في السياق ذاته؛ قالَ ناصر أحمد النجدي قائد الكتيبة 169 بالجيش الوطني الليبي لجريدة الشرق الأوسط «إن العملية كانت نتيجة لتبادل المعلومات الاستخباراتية بين الحكومة المصرية و«الجيش الوطني الليبي» تحت قيادة المشير خليفة حفتر، وذلكَ بعد أشهر من إنشاء شبكة أنفاق تم الكشف عنها في درنة خلال معركةٍ بين قوات الجيش الوطني الليبي ومجلس شورى المجاهدين للسيطرة على المدينة.» لقد اعتقدَ الجيش الوطني الليبي أن عشماوي كان يستخدم تلك الشبكة للتنقل بين مدن المنطقة. ووفقًا لنجدي أيضًا «فإنه لم يتم إطلاق رصاصة واحدة أثناء «العملية الناجحة» التي نُفذت بعد لحظات من رصد عشماوي وهو يحاول مغادرة مغارته.»
قالت القوات الليبية التابعة للجيش الوطني الليبي في بيانٍ لها إنه سيتم تسليم عشماوي إلى مصر بعدَ التحقيقات، كما نشرت «القوات» مقطعَ فيديو مصوّر يُظهر عشماوي بعد القبضِ عليه داخلَ مدرعة بالإضافة إلى صور لوجههِ الدامي، كما أعلنت في بيانٍ سابقٍ لها أن الضابط المصري السابق كانَ يرتدي حزامًا ناسفًا لم ينفجر عندما ألقت «قوات حفتر» القبضَ عليه. مباشرةً بعد ذلك؛ بدأت فرق مختلفة من المحققين المصريين تصلُ إلى ليبيا لاستجواب عشماوي؛ فيمَا أعلن المسماري في الأول من نوفمبر أن هشام عشماوي سيُحاكم أمام محكمة عسكرية في شرق ليبيا مع أكثر من 200 مُدعى عليه وأضافَ أن عشماوي شارك في القتال ضد الجيش الوطني الليبي في درنة وقام باغتيال عددٍ من «الضباط الليبيين». بحلول 28 أيّار/مايو 2019؛ سُلّم عشماوي إلى السلطات المصرية من أجلِ محاكمته في بلدهِ الأم.

## الإعدام
في مطلع فبراير 2019، قررت محكمة جنايات القاهرة إحالة أوراق 37 متهما إلى المفتي لأخذ الرأي الشرعي في إعدامهم، من بينهم عشماوي، في القضية التي تعرف باسم «أنصار بيت المقدس». وفي نوفمبر 2019، قضت محكمة عسكرية مصرية بإعدام عشماوي، في «قضية الفرافرة»، وفي 4 مارس 2020 أعلن المتحدث باسم الجيش المصري تنفيذ حكم الإعدام بحقه.